# 마이클 베이츠 (미식축구 선수)
마이클 베이츠(Michael Bates, 본명: 마이클 디온 베이츠, Michael Dion Bates, 1969년 12월 19일 ~ )는 1992년 200미터 달리기에서 올림픽 동메달을 딴 단거리 달리기 선수로 명성을 얻은 미국의 전직 스포츠 운동선수이다. 내셔널 풋볼 리그(NFL)에서 프로볼에 5번 선발되었다. 애리조나 와일드캣츠에서 대학 미식축구를 했다.